# Gare d'Itami (JR West)
Ne doit pas être confondu avec la gare d'Itami de la Hankyu
La gare d'Itami (伊丹駅, Itami-eki) est une gare ferroviaire située dans la ville d'Itami, dans la préfecture de Hyōgo au Japon. La gare est exploitée par la compagnie JR West, sur les lignes Fukuchiyama/JR Takarazuka. L'utilisation de la carte ICOCA est valable dans cette gare.

## Situation ferroviaire
La gare se trouve au (PK) point kilométrique 5,8 de la ligne Fukuchiyama.

## Histoire
La gare est inaugurée le 12 décembre 1893.

## Service des voyageurs

### Accueil
La gare dispose d'un bâtiment voyageurs, avec guichets, ouvert tous les jours.
Elle dispose de deux voies et de deux quais.
| N° de voie | Ligne           | Direction          |
| ---------- | --------------- | ------------------ |
| 1          | ▆ JR Takarazuka | Takarazuka / Sanda |
| 2          | ▆ JR Takarazuka | Amagasaki / Osaka  |

### Desserte
La gare d'Itami est desservie par la ligne Fukuchiyama (ligne JR Takarazuka). Les services Local, Rapid, Tambaji Rapid et Regional Rapid s'arrêtent à cette gare.
| JR West               |                                            |                                            |                                            |                     |
| Direction Fukuchiyama | Ligne de Fukuchiyama (Ligne JR Takarazuka) | Ligne de Fukuchiyama (Ligne JR Takarazuka) | Ligne de Fukuchiyama (Ligne JR Takarazuka) | Direction Amagasaki |
| Kawanishi-Ikeda       |                                            | Tambaji Rapid Service 丹波路快速           |                                            | Amagasaki           |
| Kawanishi-Ikeda       |                                            | Rapid Service 快速                         |                                            | Amagasaki           |
| Kita-Itami            |                                            | Local 普通                                 |                                            | Inadera             |

### Intermodalité
La gare d'Itami de la Hankyu est située à 600 m à l'ouest de la gare.